# Mỹ Thành, Yên Thành
Mỹ Thành là một xã thuộc huyện Yên Thành, tỉnh Nghệ An, Việt Nam.
Xã Mỹ Thành có diện tích 15,63 km², dân số năm 1999 là 7.986 người, mật độ dân số đạt 511 người/km².